# Bodiná

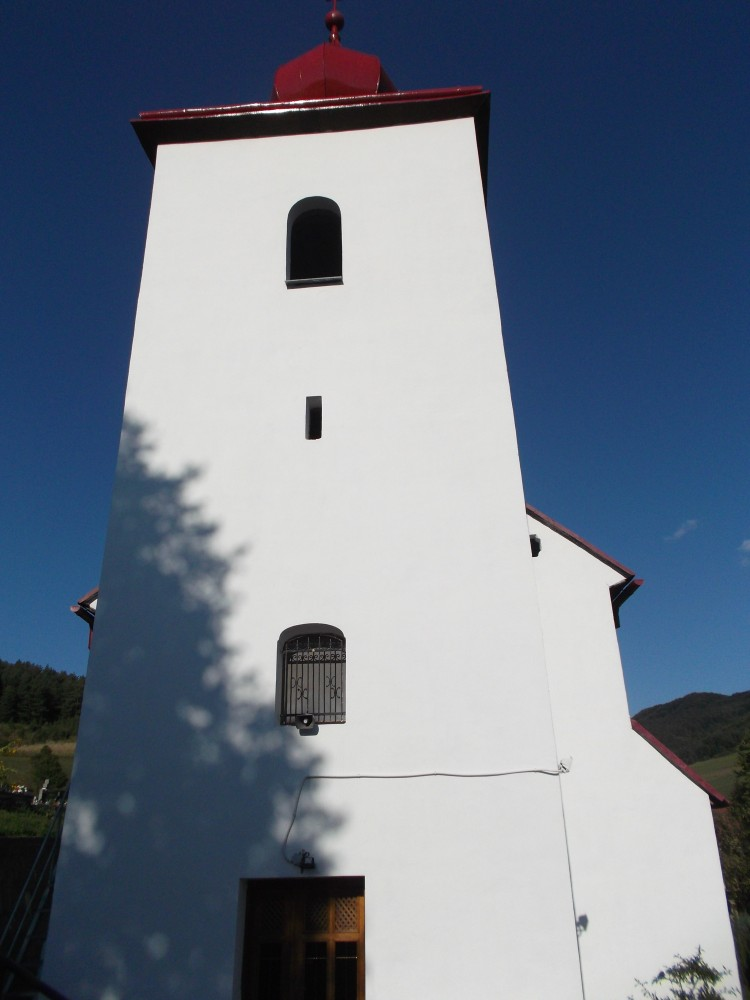

Bodiná (bis 1927 slowakisch „Bodina“; ungarisch Bogyós – bis 1907 Bogyina oder auch Bodina) ist eine Gemeinde in der Nordwestslowakei mit 480 Einwohnern (Stand 31. Dezember 2024) und gehört zum Okres Považská Bystrica, einem Kreis des Trenčiansky kraj.

## Geographie
Die Gemeinde befindet sich im Gebirge Súľovské vrchy in einem Gebirgskessel am Oberlauf des Bachs Bodianka. Das Ortszentrum liegt auf einer Höhe von 410 m n.m. und ist zehn Kilometer von Považská Bystrica entfernt.
Nachbargemeinden sind Vrchteplá im Norden, Súľov-Hradná im Nordosten, Malá Čierna im Osten, Veľká Čierna im Südosten, Prečín im Süden, Považská Bystrica (Stadtteil Praznov) im Westen und Kostolec im Nordwesten.

## Geschichte
Bodiná wurde zum ersten Mal 1345 als Bood schriftlich erwähnt. Das Dorf war Besitz der landadligen Familien Súľovský und Szálóki und gehörte vorübergehend zum Herrschaftsgebiet von Waagbistritz. 1598 standen 25 Häuser in Bodiná, 1786 hatte die Ortschaft 47 Häuser, 47 Familien und 329 Einwohner, 1828 zählte man 35 Häuser und 401 Einwohner, die als Landwirte beschäftigt waren.
Bis 1918 gehörte der Ort im Komitat Trentschin zum Königreich Ungarn und kam danach zur Tschechoslowakei beziehungsweise heute Slowakei.

## Bevölkerung
| Jahr                | 1994 | 2004    | 2014    | 2024    |
| ------------------- | ---- | ------- | ------- | ------- |
| Anzahl der Personen | 481  | 486     | 496     | 480     |
| Unterschied         |      | +1,03 % | +2,05 % | −3,22 % |

| Jahr                | 2023 | 2024    |
| ------------------- | ---- | ------- |
| Anzahl der Personen | 475  | 480     |
| Unterschied         |      | +1,05 % |

Gemäß der Volkszählung 2011 wohnten in Bodiná 496 Einwohner, davon 491 Slowaken und ein Pole. Vier Einwohner machten keine Angabe zur Ethnie.
418 Einwohner bekannten sich zur römisch-katholischen Kirche, 49 Einwohner zur Evangelischen Kirche A. B. sowie jeweils ein Einwohner zur evangelisch-methodistischen Kirche, zur griechisch-katholischen Kirche und zur orthodoxen Kirche. 12 Einwohner waren konfessionslos und bei 14 Einwohnern wurde die Konfession nicht ermittelt.

## Bauwerke und Denkmäler

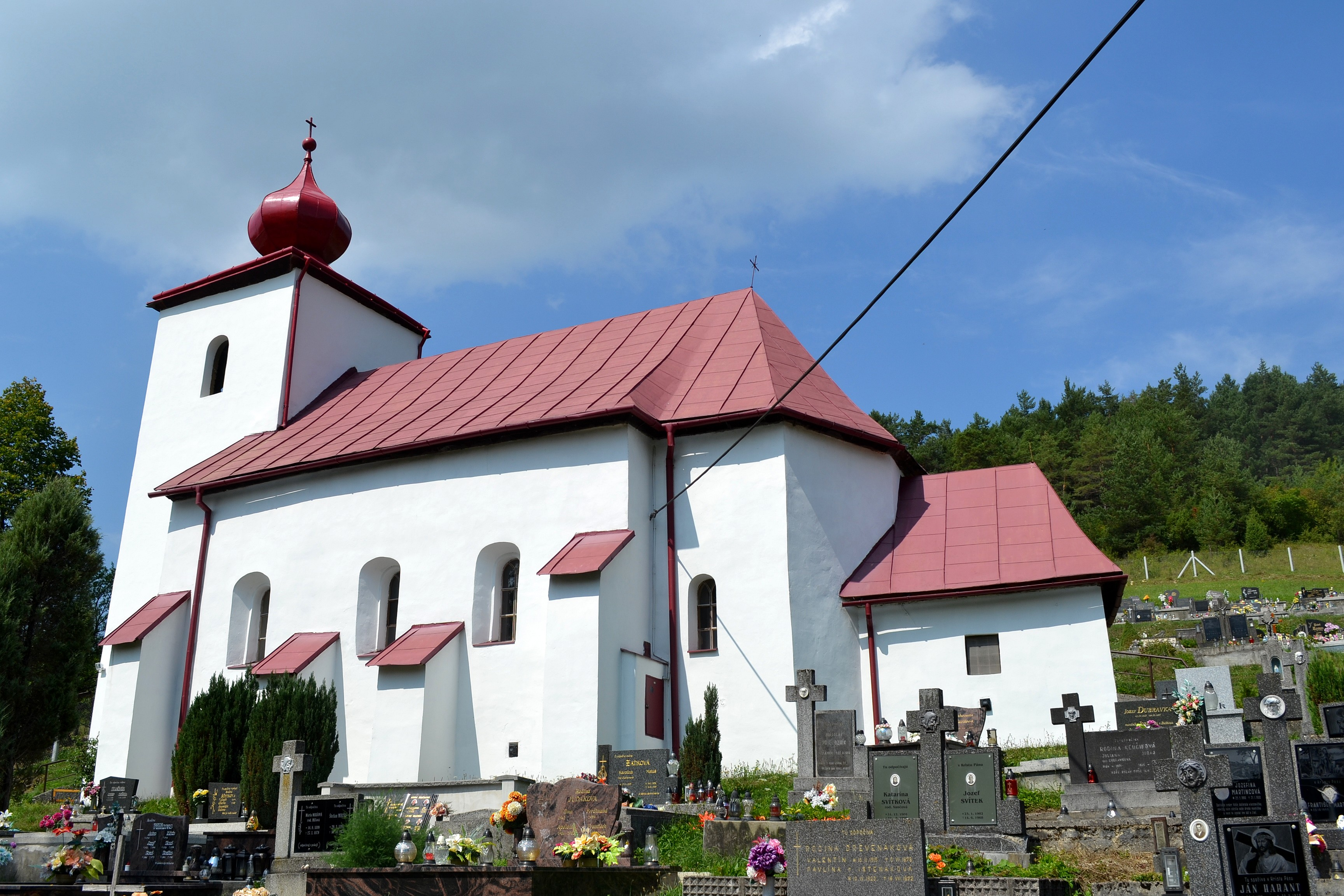
Kirche in Bodiná

- römisch-katholische Kirche Mariä Geburt im Renaissancestil aus dem Jahr 1668, im 18. Jahrhundert barockisiert